# Nízhniaya Shílovka
Nízhniaya Shílovka (del ruso: Нижняя Шиловка) es un seló del distrito de Ádler de la unidad municipal de la ciudad-balneario de Sochi, en el krai de Krasnodar de Rusia, en el sur del país (Cáucaso occidental). Está situado en la orilla derecha del río Psou, que sirve de frontera con Abjasia. Está 28 km al sureste de Sochi y 195 km al sureste de Krasnodar. Tenía 5 432 habitantes en 2010, principalmente de etnia armenia.
Es centro administrativo del municipio Nizhneshilovskoye, enmarcado entre los valles del Psou y el Mzymta, al que pertenecen Aíbga, Ajshtyr, Verjnevesióloye, Vesióloye, Yermólovka, Chereshnia.

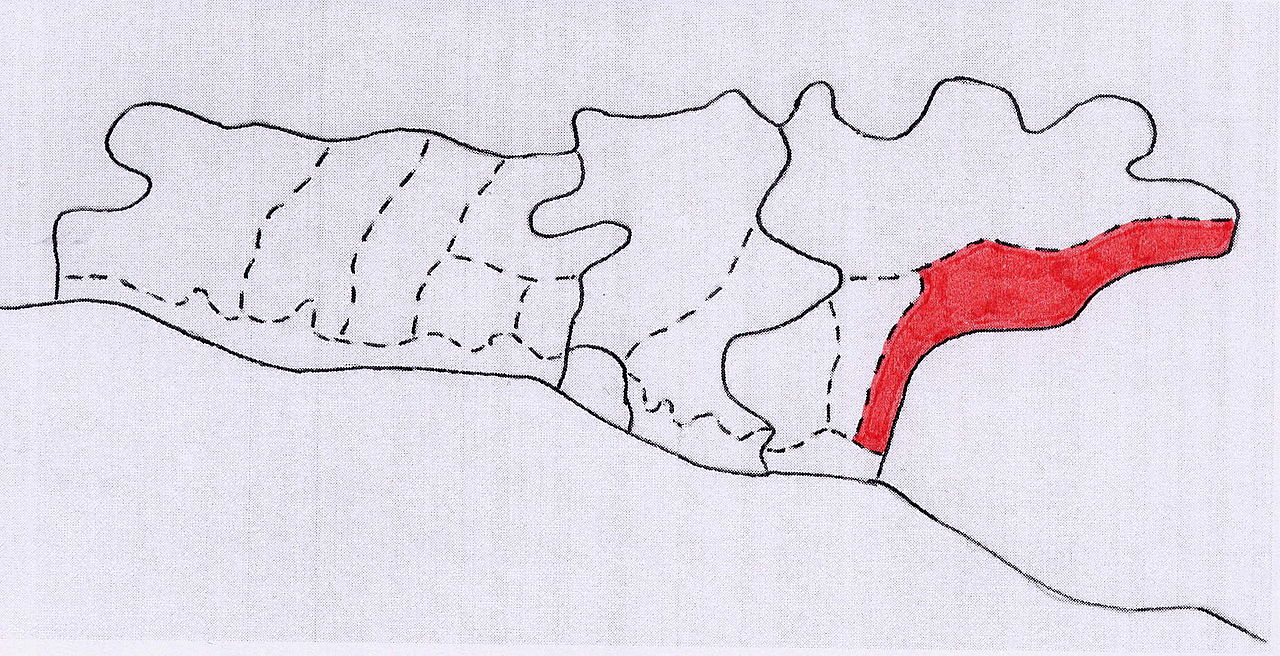
El municipio Nizhneshilovskoye en el mapa de la unidad municipal de Sochi.

## Demografía
| 2002  | 2010  |
| ----- | ----- |
| 5 025 | 5 432 |

### Composición étnica
De los 5 025 habitantes que tenía en 2002, el 86.8 % era de etnia armenia, el 9.7 % era de etnia rusa, el 0.7 % era de etnia ucraniana, el 0.6 % era de etnia georgiana, el 0.3 % era de etnia abjasa, el 0.3 % era de etnia bielorrusa, el 0.2 % era de etnia griega, el 0.1 % era de etnia adigué, el 0.1 % era de etnia azerí, el 0.1 % era de etnia turca, el 0.1 % era de etnia tártara y el 0.1 % era de etnia alemana.